# Łam
Łam – pionowy blok zarezerwowany dla tekstu, leżący na kolumnie, mający określoną szerokość i długość, czym się różni od szpalty mającej tylko szerokość, a długość dowolną (określoną wielkością całości tekstu).
W jednołamowym układzie kolumny jest to pas na kolumnie ograniczony marginesami (górnym i dolnym), w układzie wielołamowym analogiczny pionowy fragment kolumny. Łam może być wypełniony wierszami tekstu, ale również tabelami, ilustracjami itd. Wstawienie ilustracji w łam nie powoduje zwiększenia liczby łamów, jest to nadal jeden łam wypełniony tekstem, tyle że przerwany ilustracją (w pionie jest zawsze tylko jeden łam). Łam jest efektem „łamania”, czyli oddzielenia zwartego fragmentu wierszy od szpalty.

## Terminologia
- W dziennikarstwie łam jest nazywany szpaltą.
- W polskich wersjach wielu programów do edycji tekstu (np. Microsoft Word) łam jest nazywany kolumną.

## Użycie metaforyczne
- Na łamach prasy – oznacza, że materiał został opublikowany w gazecie lub czasopiśmie.